# Mução
Rodrigo Vieira Emerenciano (Natal, 8 de outubro de 1976) é um radialista e humorista brasileiro. Seu principal personagem é o típico matuto nordestino Mução.

## Biografia
Rodrigo Emerenciano é filho da ex-secretária da Receita Federal Lina Vieira. Devido ao mistério que criou em volta de sua principal personagem, o Mução, Rodrigo sempre foi muito discreto em relação à sua vida pessoal, e sabe-se muito pouco a respeito de sua infância e adolescência. Sabe-se apenas que nasceu e cresceu em Natal, teve acesso a boa educação, tendo estudado no Colégio Santo Antonio Marista (hoje Colégio Marista de Natal) e tem dois irmãos, Bruno e Renata.

## Carreira
Famoso em todo o país, e em especial por suas pegadinhas por telefone, Rodrigo é sucesso de audiência com seu programa A Hora do Mução, que é transmitido ao vivo via satélite para diversas emissoras de rádio pelo país. Na TV, seu personagem já participou do programa Apito Final, da Rede Bandeirantes e foi entrevistado no programa The Noite com Danilo Gentili, do SBT.
Rodrigo começou sua carreira no final dos anos 1990 na Rede SomZoom Sat em Fortaleza, uma emissora regional com sede na capital do Ceará, e que distribui seu conteúdo via satélite para pequenas e grandes emissoras de todo território nacional. Em 2002 ele foi para o Recife, de onde apresentou seu programa até março de 2012, quando se mudou-se novamente para Fortaleza.
No início de 2013, Rodrigo transferiu-se com sua trupe para o Rio de Janeiro. Da capital fluminense, passou a transmitir seu programa para todo o país sem nenhuma alteração no horário, formato, ou emissoras afiliadas, fazendo assim com que seus ouvintes não notassem a mudança. Esta mudança foi estratégica para Rodrigo, pois teve a missão de consolidar o sucesso de seu personagem nas regiões sul e sudeste do país e aproveitar os eventos de 2014 (Copa do Mundo) e 2016 (Olimpíadas), eventos em que Mução participou das transmissões.
Em 2020 participou do programa The Noite, do SBT, apresentado por Danilo Gentili. Foi a primeira vez, após 24 anos de carreira, que o público conseguiu ver seu rosto num veículo de comunicação de massa e em rede nacional.
Em 2024, no Instagram através de um reel, depois de 28 anos, Mução mostrou seu rosto descaracterizado. Em razão dos seus filhos que são autistas e poder interagir melhor com eles.

## O personagem Mução
Mução é a principal personagem de Rodrigo Emerenciano. De acordo com Rodrigo, seu personagem é natural de Cachoeira do Sapo, interior do Rio Grande do Norte. Pelas contas, ele teria mais de 60 anos de idade e é o verdadeiro retrato do matuto nordestino, com seu sotaque carregado, e vocabulário cheio de regionalismos.
Possui três CDs de pegadinhas lançados, que fazem grande sucesso. Encarnando o personagem, Rodrigo e sua equipe já fizeram a cobertura da Copa do Mundo de Futebol de 2010 na África do Sul, da Copa do Mundo na França, em 1998, e dos Jogos Olímpicos de Pequim 2008. Rodrigo mudou-se com sua equipe para o Rio de Janeiro no início de 2013. Além de consolidar seu personagem no sul e sudeste, a estratégia também era ficar mais perto dos eventos na cidade em 2014 (Copa do Mundo 2014), e 2016 (Jogos Olímpicos do Rio de Janeiro).
Alguns de seus bordões mais conhecidos são "Respeita a polícia!", "Pense numa popa/numa pegada de ar!", "Aí é bruto que só os pés da burra!", "Esse cabra é grosso que nem cano de passar tolete" e "Parabéns, pegou ar!".
O humorista também é possuidor de um acervo de "provérbios" batizado por ele como Fuleirosofia.

## Pegadinhas
Apesar da variedade de quadros no seu programa, ele é mais conhecido pelas Pegadinhas do Mução, um tipo de trote telefônico em que Mução telefona para uma vítima, preferencialmente do nordeste brasileiro, e previamente indicada via fax ou e-mail por algum amigo ou parente dela.
A trama consiste depois de abordar um assunto com a vítima, chamá-la por um apelido indesejado ou acusando-a de algum fato esdrúxulo — como preparar comida deteriorada ou adulterada ou ter relações sexuais com algum animal —, despertando sua fúria descontrolada. A pegadinha pode no decorrer, envolver pessoas próximas que também atendam ao telefone.
Ao atingir o nível de descontrole máximo, e atraindo xingamentos com muitos palavrões (reproduzidos com o uso frequente do som agudo de censura), Rodrigo passa a administrar a situação repetindo exaustivamente o apelido da pessoa, ou lançando mão de seus bordões que tem o intuito de provocar mais raiva, como por exemplo, "Respeita a polícia!".
O ataque de fúria da pessoa é chamado por ele de pegada de ar ou popa, e o seu descontrole e a abundância de palavrões são a graça maior das pegadinhas. A pessoa sempre desliga o telefone na cara de Mução, muitas vezes batendo o gancho contra o aparelho telefônico com força, mas o humorista, quando não encontra a linha ocupada ou desligada, sempre liga novamente para continuar enfurecendo-a. Quando a pegadinha atinge grande sucesso, Rodrigo faz um segunda versão depois de alguns meses, previamente combinado por quem solicitou a primeira pegadinha. Entre as mais conhecidas pegadinhas, e sucessos absolutos de audiência e compartilhamento em sites e redes sociais, estão Casca de Ferida (um e dois), Paulinho "Edson Lima", Furunco, Boca de Cavalo, Chico Butico,  "Tchutchuca", Timbu, Pato Rouco (este ele liga mais de 2 vezes) e Rocha Pitomba.

## Outros quadros
Além das Pegadinhas do Mução, existem outros quadros, vários deles com a mesma temática de enfurecer a pessoa numa ligação telefônica. Ao contrário das Pegadinhas tradicionais, nesses outros quadros Mução não liga novamente para a mesma pessoa depois que ela desliga o telefone na sua cara. Alguns dos mais conhecidos são:
- Ligação a Cobrar: Mução liga a cobrar para um telefone celular e pede da pessoa um sinal de fax. O gasto de dinheiro na ligação e a insistência de Mução em "ignorar" que está ligando para um celular em vez de um fax despertam a fúria do atendente.
- Emprenhando pelos Ouvidos: Mução diz para a pessoa que "um parente que veio do interior" está querendo falar com ela, mas quem assume a ligação é Bill BB, personagem secundário d'A Hora do Mução, berrando.
- Ô Povo Feio: Mução, depois de perguntar à pessoa sobre parentes mais próximos, chama sua família de povo feio e a enfurece.
- Aboio romântico: Mução liga para uma mulher e diz que uma amiga dela mandou uma telemensagem, toca um fundo musical romântico e na hora que alguém vai falar na tele mensagem, é um vaqueiro aboiando e a mulher que esperava uma mensagem carinhosa da telemensagem pega ar.
- Eu Acho que Vi um Gatinho: a insistência de Mução em falar de um ou mais gatos que ele teria comprado ou que quer vender para a pessoa provoca a pegada de ar da mesma.
- Nem Escuta Zoada da Mutuca: Mução liga para as pessoas e tenta estabelecer um diálogo utilizando apenas frases gravadas por um senhor de idade, o "véi Davi", que no programa é considerado seu pai. A vítima fica confusa e às vezes enfurecida com a conversa sem sentido e a suposta deficiência auditiva do "véi Davi". Exemplos de frases ditas por Davi: "Fale alto pra eu entender, que eu sou mêi rôco!" (como que dizendo "mouco" - palavra da língua portuguesa que significa "surdo". ), "Quem fala aí?", "Ah, então é meu prazer!", "Ela morreu?", "Home, vôti!", "Tô entendendo não...", "Acuma é?", "Mas só quer ser!" e a finalística "Vá pra baixa da égua com essa conversa!" que sempre tira as vítimas do sério.
- O quadro Frases Mais Engraçadas das Pegadinhas vai ao ar no fim d'A Hora do Mução e relembra trechos destacados de pegadinhas antigas.
- Calma que o Brasil é nosso: neste quadro, Mução liga para a pessoa e diz que o Dr. Carneiro quer falar com ela e a faz esperar por um bom tempo, colocando aquelas músicas de espera e passando a linha para um e outro, fazendo a vítima perder a paciência. Quando finalmente diz que o tal Dr. Carneiro vai falar, é tocado um berro de carneiro e a pessoa se enfurece.
- O amor é lindo, mas é de "vrido": Mução liga para um homem dizendo-se fazer parte de uma empresa que manda mensagens fonadas românticas, e que teria uma mensagem para enviar de uma suposta admiradora anônima desse homem. Então, depois de uma gravação com declarações de amor, acompanhada de um fundo musical romântico, ele pergunta se o homem gostou da mensagem e se gostaria de falar pelo telefone com a admiradora secreta. Com resposta positiva, ele coloca na conversa o personagem Katraya, um homossexual, que faz uma declaração de amor. Isso causa muita raiva e revolta no homem.
- Meus Para-choques: Assim que a pessoa atende a ligação do Mução, ele e sua turma cantam Parabéns (de maneira desafinada) e ele parabeniza a pessoa pelo suposto aniversário (que, geralmente, não é no dia). A vítima tenta explicar que não faz anos no dia, e logo Mução revela que faz uma data redonda que algo esdrúxulo acontecer com a pessoa e faz com que ela se irrite.
- Caixão e Vela Preta: Mução liga para a vítima chorando muito. Diz que um amigo seu, de nome Evilásio, se acidentou na rua (caiu de um jumento, ou de uma bicicleta, ou foi atropelado por uma carroça de burro) e se machucou e está caído no chão, pedindo para localizarem sua mãe. Diz que pegou o telefone com Evilásio, para que localize a sua mãe e venha socorrê-lo. A vítima, muito aflita, tenta lembrar o nome da mãe de Evilásio, e se esforça para ajudar. Até que Mução, sempre chorando muito, diz que Evilásio está tentando dizer alguma coisa. Depois de conversar rapidamente com o acidentado, ele volta para o telefone e diz algo como: - "Dona Fulana, ele está dizendo que a venta da senhora mede dois palmos, é verdade? Ou: ele disse que sua orelha é do tamanho de uma antena parabólica. Ou: ele está dizendo que o apelido do seu marido é Chacrete, é verdade?". Com isso a vítima se enfurece e diz um monte de palavrões.

## O DJ Mução
Mução também remixava canções das paradas de sucesso atuais, internacionais em sua maioria, para o ritmo de forró e divulgava no rádio e na internet no site oficial do humorista, mas infelizmente o quadro não é mais produzido.

## Repercussão e Reconhecimento

### Mução apoia a causa Autista
Por meio do intermédio da esposa Lídia Marly, que é atual Presidente do Instituto Leblue, instituição responsável por dar apoio à pais de crianças autistas, O Mução lançou a campanha MÃOS QUE ABRAÇAM, com o intuito de apoiar a causa autista, em especial as mães que são desassistidas e que por não ter informações que facilitam no desenvolvimento infantil sempre tem suas dúvidas. 
O projeto expandiu e recentemente no mês de outubro de 2023, o Instituto Leblue fez parte do CINDI - Congresso Internacional de Desenvolvimento Infantil, o que foi bastante importante para Rodrigo “o Mução” em relação ao fortalecimento da causa autista, já que é pai de duas crianças autistas. 

### Shows pelo mundo
Hoje o humorista Mução ganhou notoriedade pelo mundo através da internet; Com mais de três milhões de seguidores, o humorista obteve espaço na internet, conquistando novo público para o artista, garantindo atrações ao vivo em formato de shows em várias partes do país com amigos e convidados.